# NGC 6820
NGC 6820 (également connue sous le nom de Sh2-86) est une nébuleuse en émission associée à l'amas ouvert NGC 6823 et visible dans la constellation du Petit Renard.  NGC 6820 a été découverte par l'astronome allemand Albert Marth en 1864.

## Observation
Elle est située dans la partie centre-sud de la constellation du Petit Renard, à environ 3,9° au nord-ouest de la célèbre nébuleuse planétaire de l'Haltère (M27) et à 3,5° au sud-est d'Anser l'étoile alpha du Petit Renard (Alpha Vulpeculae). Avec des jumelles, seul l'amas ouvert central NGC 6823 peut être identifié, d'ailleurs difficilement, tandis que le nuage reste invisible même par observation directe au télescope. Cependant, l'utilisation de filtres et l'astrophotographie permettent d'identifier même le halo nébuleux, qui s'étend sur près de 1°. La période la plus propice à son observation dans le ciel du soir se situe entre juin et novembre. Son observation est plus facile depuis l'hémisphère nord.

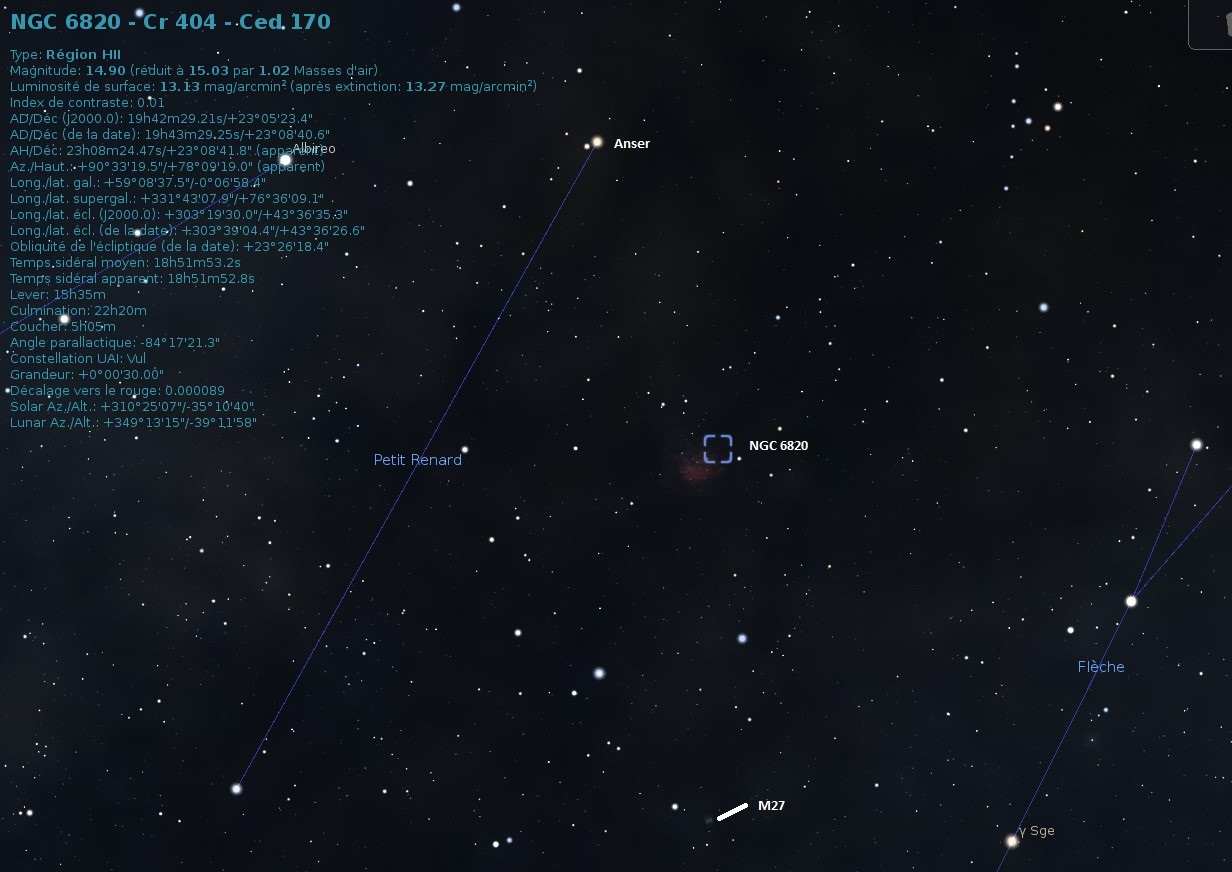
Emplacement de NGC 6820 dans la constellation du Petit Renard, près de la constellation de la Flèche.

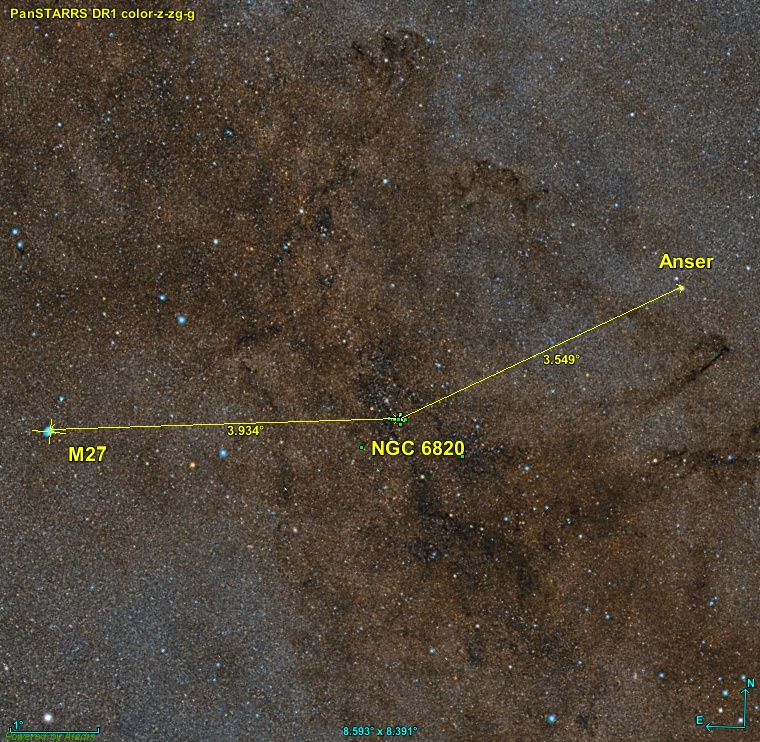
Position de NGC 6820 par rapport à l'étoile Anser et à la nébuleuse de l'Haltère.

## Distance
Sept mesures assez différentes de la distance de l'amas ouvert de la nébuleuse sont indiquées sur la base de données astronomique Simbad, mais les deux plus récentes basées sur la parallaxe des étoiles de l'amas sont supérieures à 2 000 pc et elles sont semblables. Celle qui provient des mesures du satellite Gaia est égale à 2 081 ± 142 pc (∼6 790 al).

## Caractéristiques
NGC 6820 est une nébuleuse en émission entourant l'amas ouvert NGC 6823. Les gaz du nuage reçoivent la lumière des jeunes étoiles de cet amas, qui fait partie de l'association Vulpecula OB1, s'ionisant et devenant ainsi lumineux. NGC 6820 s'étend sur environ 60 minutes d'arc dans la direction du plan galactique et sur environ 25 minutes d'arc perpendiculairement à celui-ci et montre du côté sud-est des structures colonnaires qui s'étendent vers l'amas. À l'intérieur du nuage, 49 agglomérations gazeuses denses ont été découvertes, identifiables par des observations submillimétriques, comme l'infrarouge. Ces amas ont des masses comprises entre 14 et 70 M⊙, ce qui pourrait également générer des étoiles de grande masse.
Des indications évidentes de la présence de jeunes objets stellaires sont données par la présence de deux objets HH, indiqués par les initiales HH 165 et HH 365. À ceux-ci s'ajoutent deux nuages de CO et une dizaine de sources infrarouges identifiées par IRAS dont trois, répertoriées IRAS 19403+2258, IRAS 19411+2306 et IRAS 19415+2312, ont des raies d'émission typiques des régions H II ultracompactes. La source IRAS 19416+2321, quant à elle, est reliée à un maser qui émet de fortes émissions dans la bande ammoniac.
Selon une étude de 2009, la source G59.7+0.1 (IRAS 19410+2336), située près du nuage, serait l'un des points de référence indiquant le début du Bras d'Orion, se détachant du Bras du Sagittaire voisin. D'autres études ont plutôt tendance à nier cette théorie, considérant la grande région de formation d'étoiles W51 comme le point de départ du bras d'Orion.
Un filament moléculaire géant est présent dans la nébuleuse. Sa longueur est d'environ 30 pc (∼97,8 al) et sa largeur d'environ 5 pc (∼16,3 al). La masse de ce filament atteint environ 4 x 106 {\displaystyle M_{\odot }}. La nébuleuse renferme aussi trois nuages moléculaires dont les vitesses don de 22, 27 et 33 km/s. L'amas ouvert NGC 6823 existe dans la région où se rencontrent ces nuages.

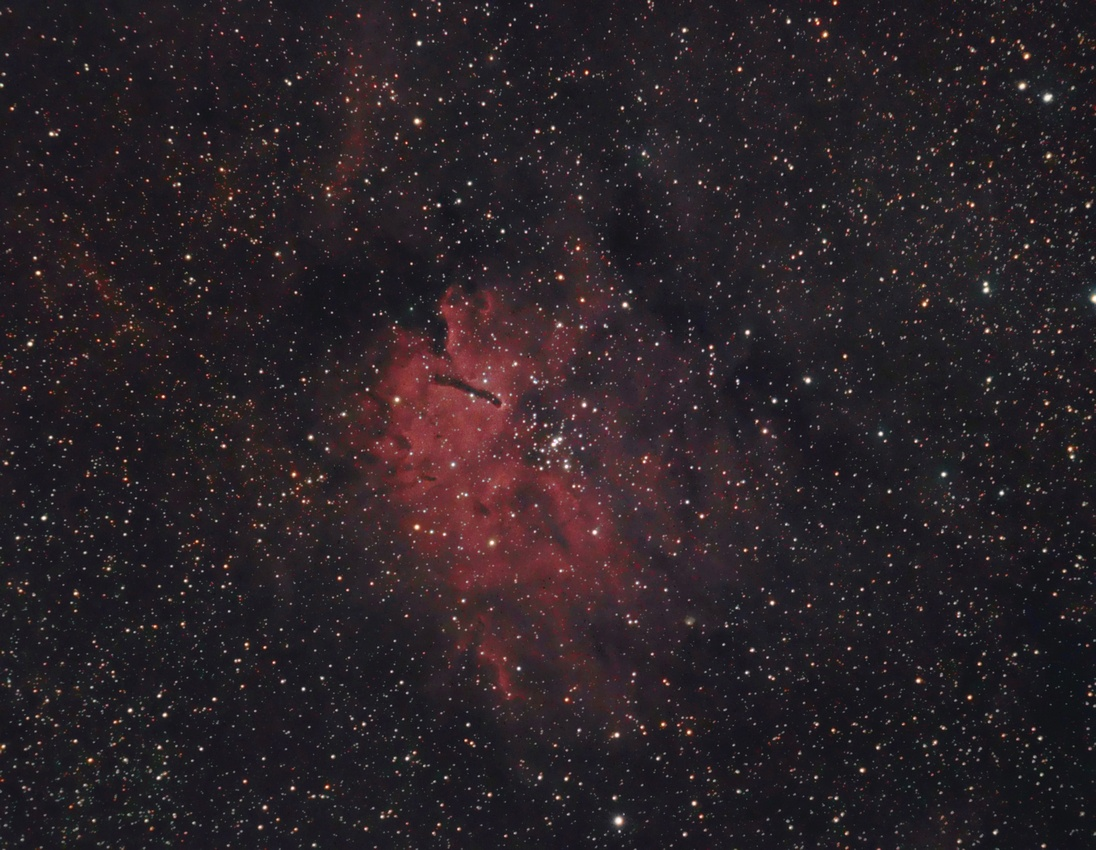
NGC 6823 entouré de la nébuleuse en émission Sharpless 2-86 (Courtoisie: Hunter Wilson).
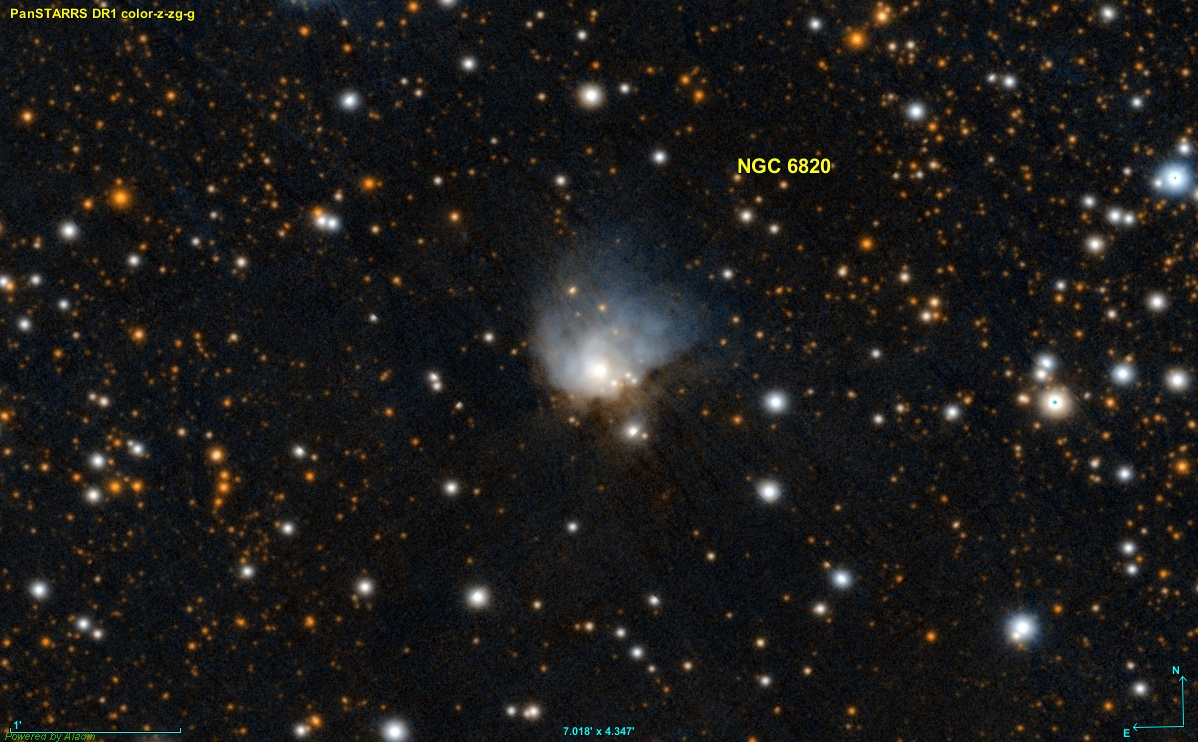
NGC 6820 par le relevé Pan-STARRS.